# Coupe du Brésil féminine de football
La Coupe du Brésil féminine de football (portugais : Copa do Brasil de futebol feminino) est une compétition brésilienne féminine de football organisée par la Fédération du Brésil de football (CBF), avec l'aide du Ministère brésilien des Sports. Elle est l'équivalent de la Coupe du Brésil de football masculin. La première édition est organisée à la fin du mois d'octobre 2007,.
La CBF précise que les joueuses doivent être âgées de 14 à 34 ans, et que la moitié de l'effectif de chaque club doit être âgée de moins de 18 ans.
La compétition a été créée en 2007 après la demande par le président de la FIFA Sepp Blatter de la création d'un championnat féminin au Brésil.
En 2017, la CBF a élargi le championnat brésilien de football féminin à deux divisions (la Serie A1 et la Serie A2) et a arrêté d'organiser la Copa do Brasil.
En 2025 après une interruption de huit ans, la CBF annonce le retour de la Copa do Brasil Féminine pour 2025, avec 64 équipes, doublant ainsi le nombre de participantes par rapport aux éditions précédentes. La compétition conservera le format à élimination directe et servira de qualification pour la Supercoupe du Brésil. 

## Palmarès
| Année | Vainqueur               | Score                        | Finaliste            |
| ----- | ----------------------- | ---------------------------- | -------------------- |
| 2007  | Mato Grosso do Sul/Saad | 1 - 1 (5 - 4 t.a.b.)         | Botucatu FC          |
| 2008  | Santos FC               | 3 - 1 (aller) 3 - 0 (retour) | Sport Club do Recife |
| 2009  | Santos FC               | 3 - 0                        | Botucatu FC          |
| 2010  | CEPE-Caxias             | 1 - 2 (aller) 1 - 0 (retour) | Foz do Iguaçu        |
| 2011  | Foz Cataratas           | 2 - 0 (aller) 3 - 0 (retour) | Acadêmica Vitória    |
| 2012  | São José                | 0-1 4-2                      | Centro Olímpico      |
| 2013  | São José                | 1-1 4-1                      | Vitória das Tabocas  |
| 2014  | Ferroviária             | 0-1 1-0 t. a. b.             | São José             |
| 2015  | Kindermann              | 3-3 5-2                      | Ferroviária          |
| 2016  | Audax                   | 2-2 3-1                      | São José             |
| 2025  | édition en cours        | édition en cours             | édition en cours     |

## Bilan par club

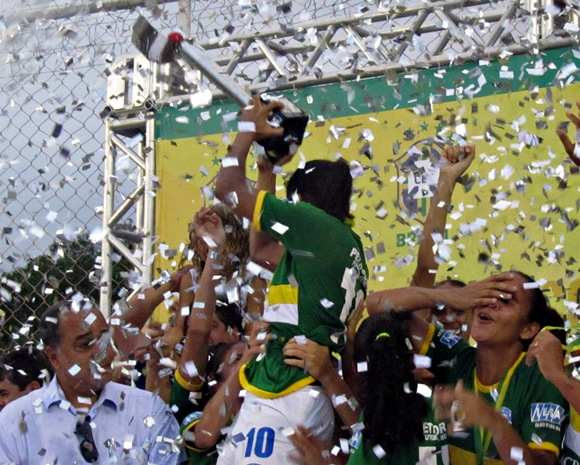
CEPE-Caxias vainqueur en 2010.

| Club                               | Victoires | Finales | Finales gagnées | Finales perdues |
| ---------------------------------- | --------- | ------- | --------------- | --------------- |
| São José Esporte Clube             | 2         | 2       | 2012 et 2013    | 2014 et 2016    |
| Santos FC                          | 2         | 0       | 2008, 2009      |                 |
| Associação Ferroviária de Esportes | 1         | 1       | 2014            | 2015            |
| Mato Grosso do Sul/Saad            | 1         | 0       | 2007            |                 |
| CEPE-Caxias                        | 1         | 0       | 2010            |                 |
| Foz Cataratas                      | 1         | 0       | 2011            |                 |
| Sociedade Esportiva Kindermann     | 1         | 0       | 2015            |                 |
| Grêmio Osasco Audax                | 1         | 0       | 2016            |                 |
| Botucatu FC                        | 0         | 2       |                 | 2007, 2009      |
| Sport Club do Recife               | 0         | 1       |                 | 2008            |
| Foz do Iguaçu                      | 0         | 1       |                 | 2010            |
| Acadêmica Vitória                  | 0         | 1       |                 | 2011            |